# Aloe pearsonii
Aloe pearsonii é uma espécie de liliopsida do gênero Aloe, pertencente à família Asphodelaceae.